# Pararistolochia deltantha
Pararistolochia deltantha är en piprankeväxtart som först beskrevs av Ferdinand von Mueller, och fick sitt nu gällande namn av M.J. Parsons. Pararistolochia deltantha ingår i släktet Pararistolochia och familjen piprankeväxter. Utöver nominatformen finns också underarten P. d. laheyana.